# Pseudicius chinensis
Pseudicius chinensis är en spindelart som beskrevs av Dmitri Viktorovich Logunov 1995. Pseudicius chinensis ingår i släktet Pseudicius och familjen hoppspindlar. Inga underarter finns listade i Catalogue of Life.